# زحافة جروية
الزحافة الجروية  (الاسم العلمي:†Scylacosaurus) هي جنس منقرض من الزواحف تتبع فصيلة الزحافات الجروية من أصنوفة وحشيات الرأس.